# الثلاثية التاريخية (نجيب محفوظ)

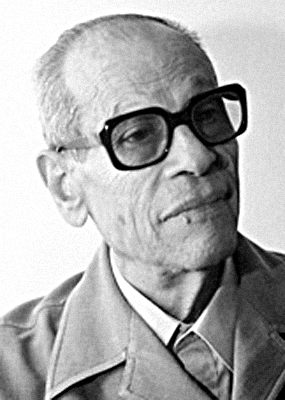
نجيب محفوظ.

الثلاثية التاريخية هي أول ثلاث روايات للأديب المصري نجيب محفوظ. وتدور أحدث تلك الروايات في مصر القديمة، واستلهمت التراث الفرعوني في نوع من الاسقاط التاريخي على المرحلة السياسية التي سادت مصر في تلك الفترة. وقد بدأ اهتمام نجيب محفوظ بالتراث الفرعوني في مرحلة دراسته الجامعية حين ترجم كتاب «مصر القديمة» للمؤلف جيمس بيكي. لم يعد محفوظ بعد هذه الثلاثية للكتابة عن مصر الفرعونية إلا مرة واحدة في رواية «العائش في الحقيقة» (1985) التي تحدثت عن أخناتون. وقد تأثر محفوظ بالروائي الإسكتلندي والتر سكوت (صاحب رواية ايفانهو) الذي تناول التاريخ الإنجليزي في رواياته.

## الروايات

### عبث الأقدار (1939)
هي أول رواية كتبها نجيب محفوظ في مسيرته الأدبية. تدور أحداث الرواية في عصر بناة الأهرام أو عصر الأسرة الرابعة وهو عهد الملك «خوفو» ثم خليفته «دجيدف رع». وتحكي القصة نبوءة زوال حكم خوفو من بعده لملوك الأسرة الخامسة. تقوم الرواية على المصادفات الضرورية والصراع بين القوة والقدر. وتدور الرواية حول سؤال «كيف يقوم الحكم في مصر؟».

### رادوبيس (1943)
تدور أحداث الرواية في عصر الأسرة السادسة حول الحسناء الفاتنة «رادوبيس» وعلاقاتها بصفوة رجال المملكة المصرية وعلى رأسهم الفرعون الشاب مرن رع الثاني. وجاء إطار الرواية التاريخي لإثارة قضية علاقة الحاكم بمحكوميه. ويظهر أثر رواية سلامبو لجوستاف فلوبير على الرواية. وحصل نجيب محفوظ عن روايته هذه على جائزة «قوت القلوب الدمرداشية»، وهي أول جائزة يحصل عليها في حياته.

### كفاح طيبة (1944)
تتحدث الرواية عن نضال المصري القديم بقيادة «أحمس الأول» (مؤسس الأسرة الثامن عشرة) ضد الغزاة الأجانب (الهكسوس). وقد اتخذت الرواية الإطار التاريخي لإثارة قضية حرية الوطن واستقلال أراضيه. ويرى بعض النقاد أثرا لرواية الطلسم لوالتر سكوت على هذه الرواية.

## مزيد من الاطلاع
- نادين غورديمر تتحدث عن روايات نجيب محفوظ التاريخية
- الرواية التاريخية وتمثل الواقع (نجيب محفوظ نموذجا)
- الرواية التاريخية: تمثل أم تجاوز للواقع من خلال الثلاثية التاريخية لنجيب محفوظ
- الرواية التاريخية أداة لاصطياد التفاصيل المنسية